# Hauptverwaltung zum Schutze der Volkswirtschaft
Als Hauptverwaltung zum Schutze der Volkswirtschaft wurde die im Oktober 1949 aus Kriminalpolizei 5 (K5) Abteilungen hervorgegangene Geheimpolizei und Nachrichtendienst in der Sowjetischen Besatzungszone bezeichnet. Vier Monate später erfolgte die Umbenennung in Ministerium für Staatssicherheit (MfS) der DDR.

## Geschichte
Bereits 1945/46 wurden von der Sowjetischen Militäradministration in Deutschland (SMAD) sogenannte „Ämter für Information“ gebildet, welche zunächst für die Propaganda zugunsten der Sowjetunion zuständig waren, dabei aber zugleich auch die politische Stimmung in der Bevölkerung ausforschen und eine Kontrollfunktionen gegenüber anderen Behörden ausüben sollten. Das Personal wurde überwiegend aus überlebenden KPD-Mitgliedern, auch des ehemaligen Militärapparates der KPD ("M-Apparat"), Spanienkämpfern, dem Moskauer KPD-Kader und Personal des sowjetischen Geheimdienstes rekrutiert.
Mit Bildung der Deutschen Verwaltung des Inneren (DVdI) am 30. Juli 1946 wurden diese bis dato föderalen Verwaltungsstrukturen der Polizei in der Sowjetischen Besatzungszone einem zentralen Führungsorgan unterstellt. Im Zuge der anschließenden Vereinheitlichung der Polizeistrukturen wurde in den jeweiligen Ländern (Brandenburg, Mecklenburg-Vorpommern, Sachsen-Anhalt, Sachsen, Thüringen) sämtliche politische Polizeibehörden der Kriminalpolizei zugeordnet und ab Januar 1947 zur Kriminalpolizei 5 (K5) profiliert. Die Namenswahl erfolgte in Anlehnung an die in Kraft gesetzte „Straftatengrundeinteilung“, nach der unter Straftatenklasse V „Straftaten anderer Art“ zusammengefasst waren. Neben der Ermittlungsarbeit zur Entnazifizierung führte die K5 auch nachrichtendienstliche Aufträge, wie die „Überwachung von Funk- und Fernschreibgeräten“ durch.
Die Gründung der DDR am 7. Oktober 1949 brachte für die DVdI die Umwandlung zum Ministerium des Innern, die K5-Abteilungen wurden zur Hauptverwaltung zum Schutze der Volkswirtschaft umstrukturiert und blieben somit dem MdI weiterhin unterstellt. Per DDR-Ministerratsbeschluss wurde aus dieser Behörde am 8. Februar 1950 das Ministerium für Staatssicherheit (MfS) gebildet.

## Auftrag
Die Zuweisung der Aufgaben erfolgte direkt durch Sowjetische Militäradministration in Deutschland (SMAD) und unterlag den Gesetzen der Sowjetunion. Dazu gehörte die Verfolgung von nationalsozialistisch belasteten Personen, Untersuchungen zu Spionagevorwürfen, Sabotage, Hetze und illegaler Waffenbesitz. Weiterhin war sie mit Bekämpfung von Aktionen der Kampfgruppe gegen Unmenschlichkeit (KgU), der Organisation Gehlen (Org) und anderer nachrichtendienstlicher Gruppierungen. Im Laufe der Jahre wurden ihr zudem Maßnahmen zur Spionageabwehr, die Nachrichtendienste der Westalliierten betreffend, übertragen.